# Veduti (Lieven Cruyl)
Veduti is een album met barokke stadsgezichten uit 1666 vervaardigd door Gents architect, tekenaar en etser Lieven Cruyl (1640-1720) die hij zelf de naam Prospectus Locorum Urbis Romae Insignium  gaf. Het album wordt aangevuld  met een Romeins stadsgezicht uit 1653 van Dominique Barrière en zeven vedute van de hand van Giovanni Battista Falda. 

## Context
Het album werd in 1666 vervaardigd door Gents priester Lieven Cruyl en kreeg toen de titel Prospectus Locorum Urbis Romae Insignium. Het beeldt het Rome af van Paus Alexander VII, een stad die in zijn tijd als perfect beschouwd werd. Het album is bijzonder omdat het de enige uitgave is. De etsen werden gemaakt tijdens de reis die Lieven Cruyl maakte na het afronden van zijn studies en leverde zo een bijdrage aan de ontwikkeling van het genre van stadsveduta of stadsgezichten. De tekeningen getuigen van Lieven Cruyls voorliefde voor ongebruikelijke en complexe perspectieven. Het album bevat 10 platen van Lieven Cruyl:
1. Prospectus Basilicę Vaticanę D. Petri.
2. Prospectus basilicae S. Ioannis Lateranensis.
3. Prospectus basilicae S. Mariae Maioris.
4. Prospectus portę flaminię vulgo populi.
5. Prospectus castri ex pontis S. Angeli.
6. Prospectus fori agonalis.
7. Prospectus columnae Traiani Imp.
8. Prospectus columnae Antonini Pij Imp.
9. Prospectus fori Romani.
10. Prospectus amphitheatri Vespaniani & Titi impp

Naast de tekeningen en etsen van Lieven Cruyl bevat het album ook twee zeldzame gezichten van Frans etser Dominique Barrière en een gezicht van Piazza Novano van Giovanni Battista Falda.
In 2014 werd het album door de Koning Boudewijnstichting op een veiling in New York verworven en vertrouwde het toe aan de Universiteitsbibliotheek van Gent en keerde zo terug naar zijn plaats van oorsprong. Het werk zal de Rome-Collectie van de Boekentoren Gent en Vakgroep Architectuur en Stedenbouw verder aan vullen en vult een hiaat in de collectie Gandavensia.

## Galerij

Prospectus castri ex pontis S. Angeli
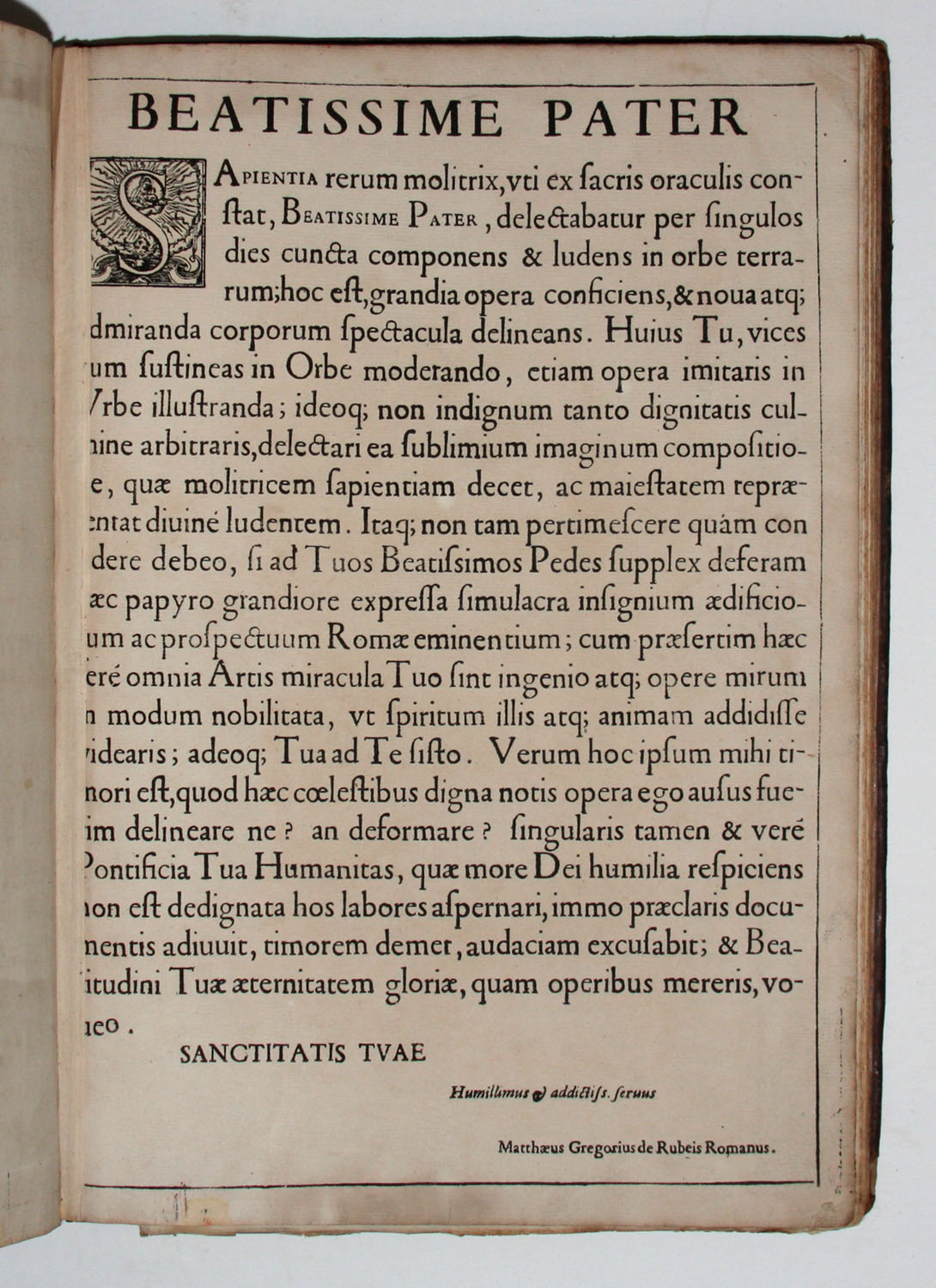
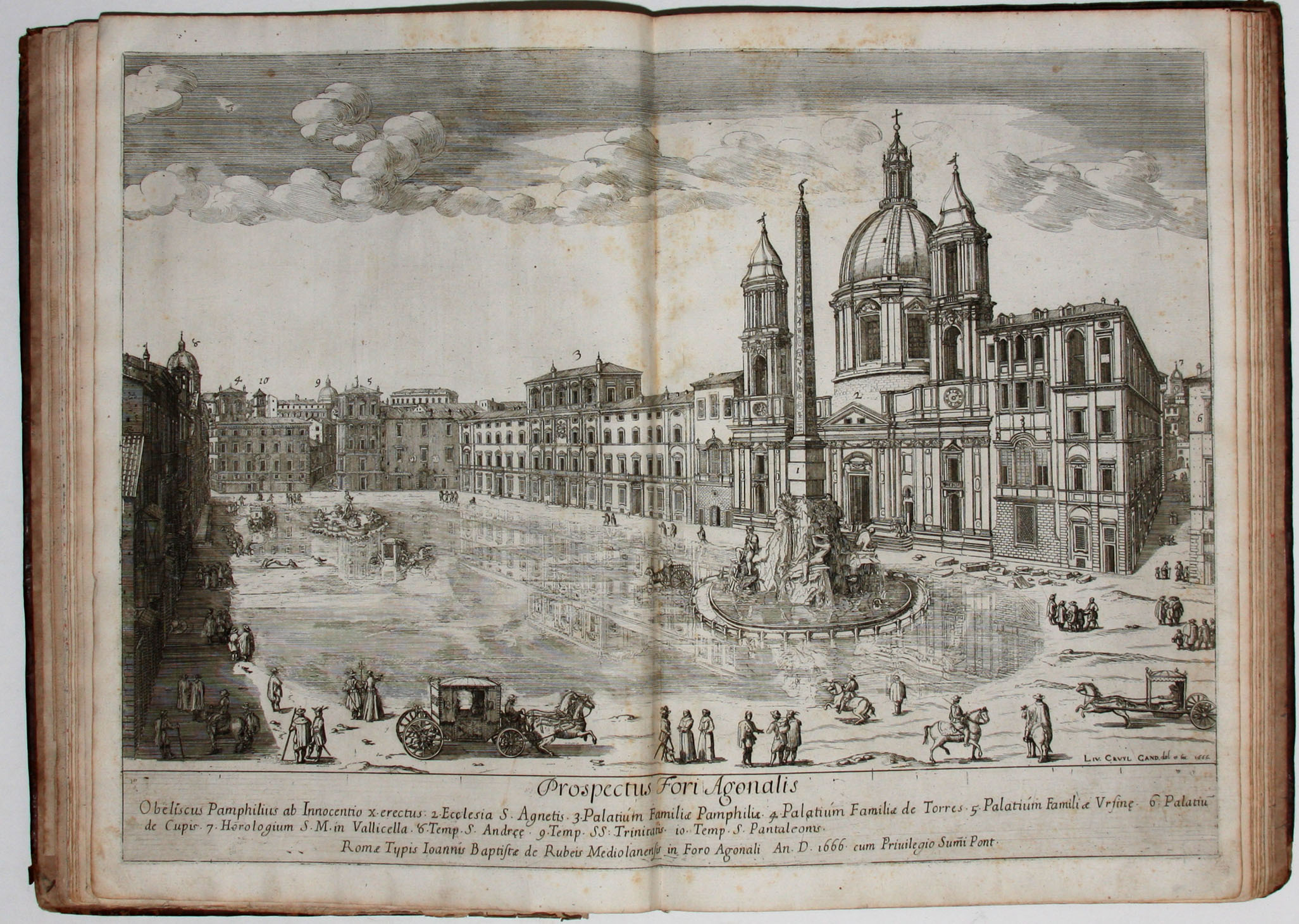
Prospectus Basilicę Vaticanę D. Petri.